# Балашов (город)
Балашо́в — город в России, административный центр Балашовского района Саратовской области. Образует одноимённое муниципальное образование город Балашов со статусом городского поселения как единственный населённый пункт в его составе. Население: 71 959 чел. (2025).

## История

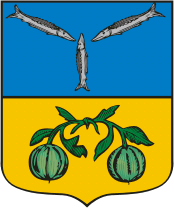
Герб (1781)

Балашов был основан в XVII веке ясачным крестьянином Григорием Болашевым как хутор, затем стал деревней. Указом императрицы Екатерины II от 7 (18) ноября 1780 года бывшему дворцовому селу был придан статус уездного города и Балашовский уезд вошёл в Саратовскую губернию.

### Российская Империя
Балашовский уезд занимал западную часть Саратовской губернии и граничил с землями Войска Донского, Тамбовской и Воронежской губерниями. По площади он занимал 3-е место в губернии. По данным того времени земельная площадь Балашовского уезда определялась примерно в 71916 квадратных верст. Это составляло около 13—14 % от всех земель Саратовской губернии.
Появляется пристань, по реке сплавляют хлеб. Впервые сплав по реке Хопер был предпринят купцом Михаилом Михайловичем Голосевым в первой половине XIX века. Загрузив судно разными мелочными товарами, он благополучно прошёл на нём вниз мимо Балашова. Его примеру в 1836 году последовал волжский купец Превратухин. Он стал сплавлять по Хопру лес. В 1840 году была спущена барка с мукой в Ростов-на-Дону. По проторённому водному пути реки Хопра в 1849 году было переправлено 19 барок с грузом на сумму 219300 рублей серебром. Барки строились в сельце Болыншине Сердобского уезда, а потом стали покупать их на Волге и в разобранном виде доставлять в г. Балашов, Турки, где существовали пристани. В селах Аркадак, Большая Грязнуха, Лопатино, Пинеровка, Чириков, Красный Яр их собирали, загружали товарами и полой водой отправляли в южные губернии России.

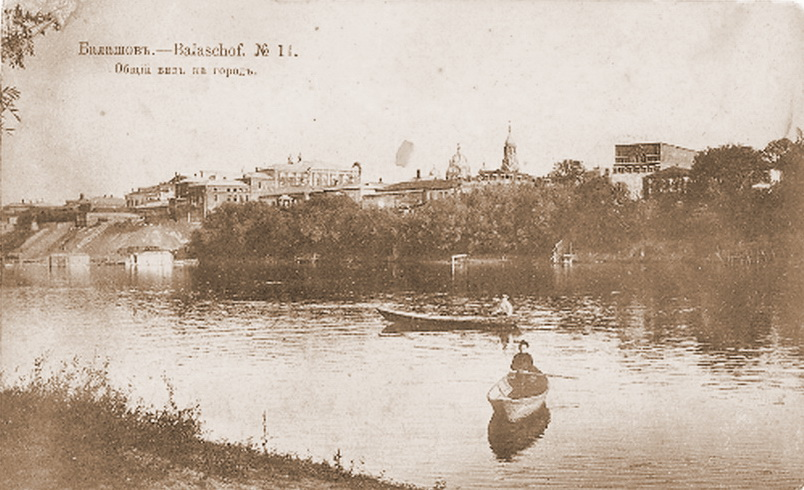
Почтовая карточка 1915 года

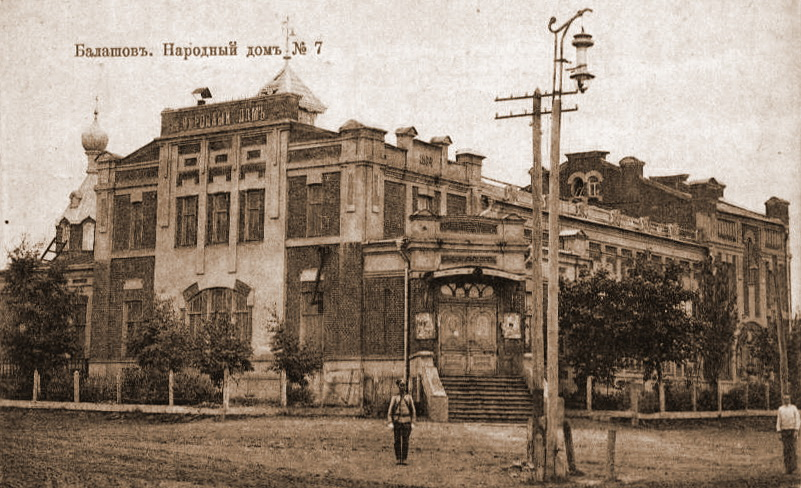
Народный дом

Балашов в начале XIX века — десятый по количеству жителей среди городов губернии, он быстро растёт, превращаясь в значительный торгово-промышленный центр западной окраины Саратовской губернии. В 30-е годы XIX века общее число горожан составляло 2104 человека. В городе действуют ярмарки и базары. В 1864 году было открыто первое учебное заведение — приходское училище. Затем появились городское четырёхклассное училище, мужская и женская гимназии, духовные ремесленные училища. В городе, по данным Всероссийской переписи населения 1897 года, действовало 6 школ, земская больница, детский приют, 2 богадельни, 7 церквей, в том числе Свято-Троицкий собор. Работали заводы: салотопленные, кирпичные, маслобойные, чугунолитейный и механические мастерские. Одна за другой выросли мельницы. В начале XX в. в городе работали уже 6 механических паровых мельниц. Торговля шумела на базарной площади — Троицкой. Четыре раза в год проводились ярмарки: Евдокийская, Троицкая, Рождественская, Ильинская. Наиболее крупными были торговые заведения «шерстяных, бумажных, шелковых, суконных, полотняных и меховых товаров, колбасная торговля Павловых, булочные и кондитерские Д. Дудакова и И. Ваккера, винно-гастрономическая торговля В. Р. Ваваева, чаю и сахару братьев Е. и А. Дозоровых», игольно-галантерейная торговля М. К. Васильева, мануфактурные магазины В. Ф. Семенова, М. А. Богатырева. Были открыты представительства компаний «Зингер» и «Форд».

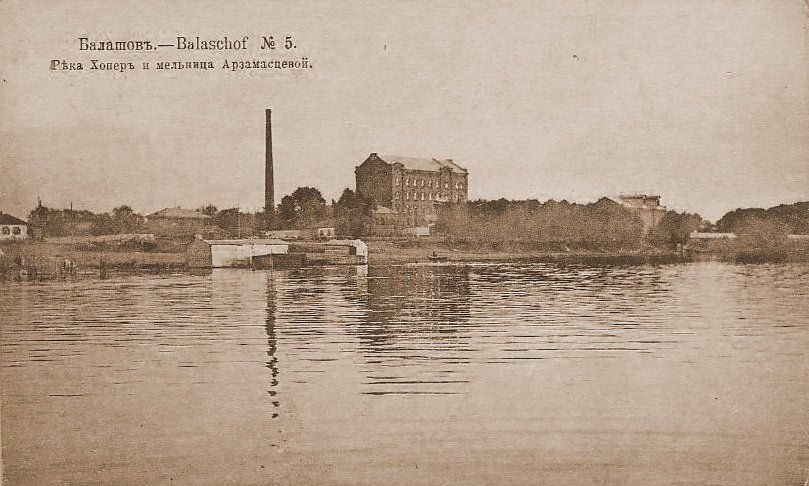
Река Хопёр и мельница Арзамасцевой

Строительство железных дорог через Балашов началось в 1891 году. Наиболее крупными предприятиями считались станции Рязано-Уральской и Юго-Восточной железных дорог с их службами, депо и мастерскими. Город связало прямым сообщением с Камышином и Тамбовом (1894 г., Рязано-Уральская железная дорога), Пензой и Харьковом (1895 г., Юго-Восточная железная дорога). К 1894 г. был построен первый железнодорожный мост через Хопёр у Балашова. Это дало толчок развитию местной промышленности и торговли.
В 1898 году население города достигло 12 166 человек, в 1907 году — 24 700 человек. Основным сословием, занимавшимся торговой и промышленной деятельностью, было купечество.
На начало XX века в городе было 22 улицы и переулка, 2500 жилых строений, 2 площади и городской общественный сад площадью в 4080 квадратных саженей. Появился водопровод, освещение улиц производилось керосиновыми фонарями, 6 православных храмов, молитвенные дома баптистов, молокан, субботников и евреев, народный дом, 2 кинотеатра. Имелись паровые мельницы, электростанция, чугунолитейный завод, 3 маслобойных завода, 2 кирпичных и 3 кожевенных завода, предприятия станций Рязано-Уральской и Юго-Восточной железных дорог.
В бывших дворянских усадьбах — Падах, Отрадине, Бобылевке, Зубриловке — побывали поэты Г. Р. Державин, М. Ю. Лермонтов, П. А. Вяземский, Я. П. Полонский, баснописец И. А. Крылов, художники В. Э. Борисов-Мусатов и К. А. Коровин, композитор, пианист и дирижёр С. В. Рахманинов.

### СССР

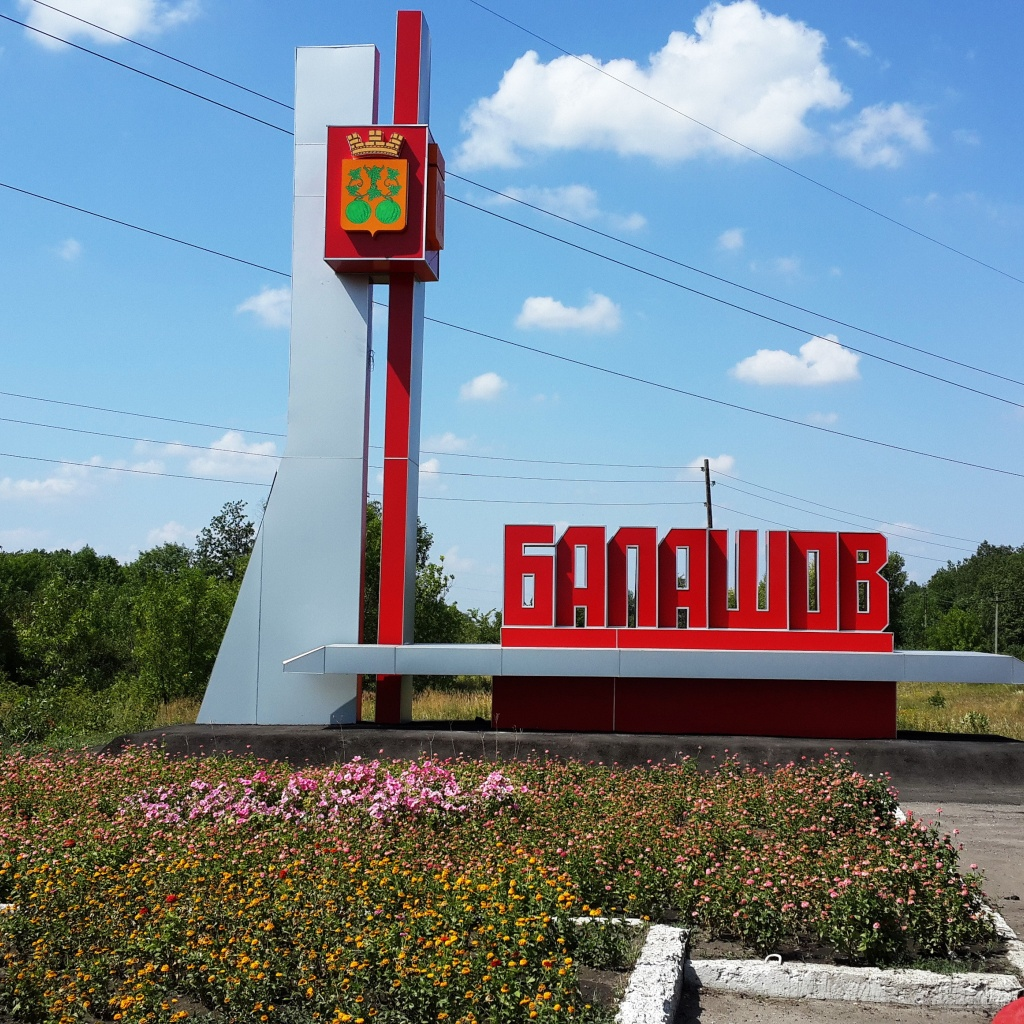
Стела на въезде в Балашов

19 ноября 1917 года в здании Народного Дома была провозглашена Советская власть в городе и уезде.
Все предприятия после октябрьской революции 1917 года были национализированы.
В годы гражданской войны Балашовский уезд неоднократно подвергался вторжению отрядов «зелёных» и «антоновцев». В городе размещался штаб 9-й Армии Южного фронта.
В 1928 году после упразднения губерний и уездов город становится центром Балашовского района и Балашовского округа Нижне-Волжского края. В состав района вошли 48 сельсоветов и 5 волостей: Тростянская, Ивановская, Козловская, Падовская и Луначарская. После его создания в городе началось крупное строительство: появился новый металлозавод, электростанция, были реконструированы и расширены ранее существовавшие предприятия. В 30-е годы XX в. в городе начали работу комбикормовый завод, хлебозавод, плодоовощной комбинат, нефтебаза, новые школы и детские сады. В 1930 году открыта 3-я объединённая школа пилотов и авиатехников гражданского воздушного флота, в 1933 году педагогический институт.
С 1936 года Балашов в составе Саратовской области.
В годы Великой Отечественной войны Балашов являлся важным железнодорожным узлом, через который шло снабжение Сталинградского и Донского фронтов. Осенью 1941 года в город был эвакуирован киевский завод «Арсенал-2». Авиарембаза наладила круглосуточную работу по ремонту самолётов. На предприятиях города был освоен выпуск необходимой фронту продукции. На территории Балашова и Балашовского района разместилось более 20 госпиталей. В декабре 1943 года в Балашов было передислоцировано Орловское бронетанковое училище.
Немало ярких страниц балашовцы вписали в летопись Великой Отечественной войны 1941—1945 гг. 12 земляков, 13 участников войны, в разные годы проживавших в городе и районе, 132 выпускника 3-й Балашовской школы ГВФ и 1-й Балашовской военной школы пилотов были удостоены звания Героев Советского Союза.
В послевоенный период город продолжал развиваться как районный центр.
6 января 1954 г. Указом Президиума Верховного Совета СССР была образована Балашовская область. Её территория была сформирована за счёт разукрупнения Саратовской, Воронежской, Сталинградской и Тамбовской областей. Годы существования области (1954—1957) были временем интенсивного строительства, промышленного и культурного развития города. Открывались новые заводы (машиностроительный, авторемонтный, перерабатывающий), фабрики, магазины, школы и больницы. Жилищная площадь Балашова в эти годы увеличилась более чем на 60 тыс. м². В городе были построены кинотеатр «Спартак» на триста мест, гостиница на сто номеров. Большое внимание уделялось строительству новых и реконструкции существующих предприятий промышленности — словом, произошли благоприятные изменения во всех сферах жизни города, и был заложен хороший фундамент для его дальнейшего роста и развития.
Однако в ноябре 1957 года Балашовская область была реорганизована, и Балашов вновь вошёл в состав Саратовской области как центр Балашовского района.
В сентябре 1958 года в Балашове открывается слюдяной комбинат. До этого существовал только цех по расщеплению слюды. При полном освоении мощностей на комбинате могли трудиться порядка 7 тыс. работников. Под цеха слюдокомбината передали здание Дома Советов. Корпус по ул. Карла Маркса строился самим комбинатом. Решение о строительстве обувной фабрики и комбината плащевых тканей принималось в то же время. В 1958 г. в Балашове открылась школа-интернат, получившая добротные здания облисполкома и областного управления сельского хозяйства. Кооперативный техникум открылся после реконструкции административного здания облпотребкооперации на углу улиц Пушкина и Ленина. Появилась новая городская больница.
В настоящее время Балашов — самый большой после Саратова город в Правобережье области.
Награды
9 октября 1980 года Указом Президиума Верховного Совета СССР за успехи, достигнутые трудящимися города в хозяйственном и культурном строительстве, и в связи с двухсотлетием город Балашов был награждён орденом «Знак Почёта».

### Россия
После распада СССР в Балашове закрылось много больших производств, в том числе сильно сократились мощности крупнейшего предприятия — комбината плащевых тканей (КПТ).
В 1990 году в Балашове планировалось возвести новое здание драматическому театру, но из-за развала страны осуществить планы не удалось. Драматический театр долгое время теснился в небольшом помещении на 70 мест.
В 2017 году было открыто новое здание драматического театра. Теперь ежегодно в городе проводится фестиваль «Театральное Прихопёрье», где участвуют многие известные театры России, в том числе Московский Губернский театр под руководством Сергея Безрукова, Государственный театр наций, Московский академический театр имени В. Маяковского, Молодёжный экспериментальный театр МГИК «Мастерская Скорика».
В 2018 году проект реконструкции набережной реки Хопёр победил в федеральном конкурсе «Исторические поселения и малые города», благодаря которому город получил 100 млн рублей на осуществление проекта. В 2019 году набережная была открыта.

## География
Город расположен на восточной окраине Окско-Донской равнины, на реке Хопёр (приток Дона), на пересечении железнодорожных линий Тамбов — Камышин и Поворино — Пенза, в 210 км к западу от Саратова.
Через город протекает одна из рек средней полосы России — Хопёр, которая делит Балашов на две неравные части — частный сектор и центральный, с постройками городского типа.
Вблизи города находится военный аэродром Балашов и военный городок Восход (Балашов-13).

### Климат
Климат умеренный континентальный.
- Среднегодовая скорость ветра — 3,5 м/с. Среднемесячная — от 2,7 м/с в июле и августе до 4,1 м/с в январе и феврале.
- Среднегодовая относительная влажность воздуха — 74 %. Среднемесячная — от 58 % в мае до 87 % в ноябре и декабре[6].

Температура и осадки в течение года имеют следующие показатели:
| Показатель                    | Янв.  | Фев.  | Март  | Апр.  | Май  | Июнь | Июль | Авг. | Сен. | Окт.  | Нояб. | Дек.  | Год   |
| ----------------------------- | ----- | ----- | ----- | ----- | ---- | ---- | ---- | ---- | ---- | ----- | ----- | ----- | ----- |
| Абсолютный максимум, °C       | 9,8   | 8,0   | 18,4  | 29,0  | 36,1 | 39,1 | 41,5 | 41,2 | 37,9 | 26,2  | 16,2  | 11,8  | 41,5  |
| Средний суточный максимум, °C | −0,3  | −1    | 3,1   | 12,5  | 19,6 | 23,7 | 27,4 | 25,4 | 17,4 | 10,0  | 4,8   | −1,1  | 11,8  |
| Средняя температура, °C       | −7,8  | −8    | −2,5  | 7,8   | 15,3 | 19,1 | 21,1 | 19,6 | 13,5 | 6,4   | −1,2  | −6,4  | 6,4   |
| Средний суточный минимум, °C  | −16,6 | −15,4 | −8,9  | 1,2   | 10,6 | 14,5 | 17,7 | 16,6 | 9,2  | 3,6   | −9,1  | −14,9 | 0,7   |
| Абсолютный минимум, °C        | −32,3 | −34,4 | −26,4 | −15,1 | −4,5 | 1,0  | 6,5  | 3,6  | −4,9 | −12,1 | −27   | −34,1 | −34,4 |
| Норма осадков, мм             | 46    | 34    | 33    | 30    | 35   | 65   | 60   | 37   | 46   | 42    | 52    | 45    | 525   |
| Источник: .                   |       |       |       |       |      |      |      |      |      |       |       |       |       |

## Население
| 1856    | 1897    | 1913    | 1926    | 1931    | 1939    | 1959    | 1962    | 1967    | 1970    | 1973    | 1976    |
| ------- | ------- | ------- | ------- | ------- | ------- | ------- | ------- | ------- | ------- | ------- | ------- |
| 6600    | ↗10 300 | ↗26 900 | ↘26 800 | ↗29 700 | ↗47 686 | ↗64 349 | ↗68 000 | ↗71 000 | ↗83 110 | ↗87 000 | ↗90 000 |
| 1979    | 1982    | 1986    | 1987    | 1989    | 1992    | 1996    | 1998    | 2000    | 2001    | 2002    | 2003    |
| ↗93 067 | ↗95 000 | ↗98 000 | ↗99 000 | ↘97 047 | ↗97 600 | ↗98 100 | ↘97 500 | ↘96 800 | ↘95 900 | ↗98 330 | ↘98 300 |
| 2005    | 2006    | 2007    | 2008    | 2009    | 2010    | 2011    | 2012    | 2013    | 2014    | 2015    | 2016    |
| ↘96 700 | ↘95 000 | ↘93 400 | ↘92 500 | ↘91 622 | ↘82 227 | ↘82 022 | ↘81 375 | ↘80 668 | ↘79 695 | ↘79 067 | ↘78 218 |
| 2017    | 2018    | 2019    | 2020    | 2021    | 2023    | 2024    | 2025    |         |         |         |         |
| ↘77 391 | ↘76 776 | ↘76 032 | ↘75 773 | ↘74 057 | ↘72 914 | ↘72 573 | ↘71 959 |         |         |         |         |

На 1 января 2025 года по численности населения город находился на 227-м месте из 1124 городов Российской Федерации.

### Языковой состав
Родной язык населения по данным переписи 1897 года:
| Язык                       | Численность, чел. | Доля     |
| -------------------------- | ----------------- | -------- |
| Русский («великорусский»)  | 9 963             | 96,64 %  |
| Украинский («малорусский») | 110               | 1,07 %   |
| Другие                     | 236               | 2,29 %   |
| Итого                      | 10 309            | 100,00 % |

В настоящее время официальным и основным языком города является русский.

## Микрорайоны города
«Центр», «Захопёрье», «Низы», «Бреевка», «Южный», «Нефтяная», «Пыльный», «Ветлянка», «Автовокзал», «Япония», «Козловка», «Зелёный клин», «Кирпичка», «Каландайка», «Мендер», «Почтовый», «Межрайбаза», «Собачий хутор», «КПТ», Военный городок, Рабочий городок.
Начиная от моста через Хопер, по городу ведут главные магистрали: улица Советская, улица Ленина, улица Карла Маркса (протяжённость — 3,3 километра), улица 30 лет Победы, улица Пугачевская, улица 9-го Января, улица Орджоникидзе, улица Макаренко, проспект Космонавтов (самая прямая улица, её протяжённость — 1,5 километра).
По восточной окраине проходят Саратовское и Ртищевское шоссе, которые выполняют функцию объездной дороги, и являются частью автомобильной трассы регионального значения Р235. Также через Балашов проходит автомагистраль Р22 «Каспий», которая соединяет Москву с Саратовом.

## Экономика
На территории города действует ряд крупных предприятий лёгкой и пищевой промышленности:
- Текстильный комбинат «Балтекс» является одним из крупнейших предприятий Балашова и занимается разработкой тканей для спец одежды и туристического снаряжения. Компания зарегистрирована в 2010 году. В 2023 году «Балтекс» привлекла 300 миллионов рублей инвестиций для модернизации производства, в 2024 году планируется привлечь ещё 500 миллионов. На заводе задействовано более 500 человек[36][37].

- Дистрибьютор бакалейной продукции «Макпром». Строительство макаронной фабрики было организовано в 2009 году. Инвестором выступила российско-итальянская компания «СИ Групп», вложив в проект 1,75 миллиарда рублей[38]. Мощность завода — 120 000 тонн макарон в год. В 2022 году чистая прибыль составила 7,4 млрд рублей, а выручка сократилась на 39% по сравнению с предыдущим годом и составила 272,3 миллиона[39].
- «Балашовский комбинат хлебопродуктов» — предприятие со столетней историей. Две основные мельницы были построены в конце XIX — в начале XX века и продолжают работать с учётом модернизации. Комбинат занимается производством пшеничной, хлебопекарной и ржаной муки, а также изготовлением мучных изделий. Суточная производительность двух мельниц — 470 тонн зерна, объём зернохранилища составляет 26 000 тонн. В 2022 году выручка составила 1,2 млрд рублей, чистая прибыль — 84,9 миллионов. На предприятии работает 141 человек. В 2024 году было принято решение продать госпакет акций компании[40].
- «Балашовский сахарный комбинат». Первую партию сахара завод выпустил в 1960 году. В 2004 году начались работы по модернизации производства, в результате которых производительность фабрики достигла 2500 тонн сахарной свеклы в сутки. С 2015 года предприятие работает в режиме безотходного производства. В 2024 году завершился инвестиционный проект на 500 миллионов рублей. Объём переработки сахарной свеклы составил 3500 тонн в сутки. Следующий этап модернизации производства планируется завершить в 2027 году, ожидаемые результаты — производительность 6000 тонн сахарной свеклы в сутки[41].

- АО «Балашовский Комбикормовый Завод». Действует с 1937 года. Основной вид деятельности — хранение зерна[42].

В 2019 году в ходе Российского инвестиционного форума в Сочи Правительство Саратовской области и компания «Саратовские биотехнологии» подписали соглашение о строительстве в регионе завода по глубокой переработке пшеницы. Мощность предприятия — 250 тыс. т в год, инвестиции — около 20 млрд руб. В 2023 году инвестиционный проект поставили на паузу.

## Транспорт

### Городской транспорт
С 1 апреля 2024 года стоимость проезда в общественном транспорте города составляет 32 рубля. Оплата происходит путём наличных и безналичных расчётов.
Действующие маршруты
- № 3 к/т Победа — Нефтяная — Автовокзал
- № 4 КПТ — Дачи (Текстильщики)
- № 4а КПТ — Дачи (Юбилейный)
- № 5 к/т Победа – Рабочий городок (через Рынок)
- № 5Б к/т Победа – Рабочий городок (через Автовокзал, Военный городок)
- № 6 Рабочий городок — Роддом
- № 8 Центр — Козловка — КПТ
- № 9 Центр — Автовокзал — КПТ
- № 11 Нефтяная – Строителей (через Автовокзал)
- № 11А Род. дом – Нефтяная (через Ленина)
- № 12 «Ветлянка – КПТ (через Козловку)
- № 14 «Ветлянка – КПТ (через Автовокзал)
- № 14А КПТ — Автовокзал — Ветлянка (через ул. Большая Садовая)
- № 14Д Строителей – Ветлянка (через Автовокзал) (сезонный)
- № 26 «к/т Победа – Межрайбаза (через Рынок, Военный городок)
- № 27 Центр — Автовокзал — Военный городок — Роддом
- № 30 Ж\д вокзал — Автовокзал — КПТ
- № 30А Ж\д вокзал — Рынок — Роддом

Упразднённые маршруты
- № 1 Автовокзал — Нефтяная — к/т Победа
- № 1а к/т Победа — Нефтяная — Автовокзал
- № 2 КПТ — Автовокзал — Дачи (Ветлянка 2)
- № 5А Центр — Автовокзал — Хлебная база
- № 7 к/т Победа — Межрайбаза
- № 10 Нефтяная — Рынок — Роддом
- № 12а Ветлянка — Автовокзал — КПТ (через ул.30 лет Победы)
- № 13 Центр — Межрайбаза
- № 16 к/т Победа — Рынок — Рабочий городок
- № 17 Центр — Автовокзал — Рабочий городок
- № 18 к/т Победа — Рынок — Роддом
- № 19 Центр — Рынок — КПТ
- № 21 КПТ — Рынок — ул. Рабочая
- № 33 Нефтяная — Козловка — Роддом

Установлены остановочные павильоны: 1-й пятачок, ДК Текстильщик, Строителей, Роддом, Поликлиника № 3, Пожарное депо, Саратовская, Шлагбаум, Макаренко, Народная, Восточная, Кирпичный завод, Трудовая, к/т Спартак, Рынок, ул. 30 Лет Победы, Пушкина, Рабочая, Володарского, Школа № 5, Урицкого, Горный, Декабристов, Почта, Библиотека, школа № 9, Переулок, Чапаева, Исипина, Энгельса, Автовокзал, Дом Быта, Мельзавод, Гимназия им. Гарнаева, к/т Победа, Советская, Общежитие, Военкомат, Поликлиника № 2, Титова, Хлебная база № 43, Школа № 6, Заводская, Нефтяная, Баня № 1, БВВАУЛ, Гарнизонная, ГПТУ № 47, 4-й пятачок.
Предприятия-перевозчики
- ОАО Балпасс-1
- ООО ТИТАН
- ООО БалАП
- МУП БПАТП
- ООО МАЯК

### Пригородный транспорт
Автобусы на Ртищево, Аркадак, Романовку, Рассказань, Сухую Елань, Данилкино, Самойловку, Львовку, Пады, Красную Кудрявку, Хопёрское, Репное, Большой Мелик, Арзянку, Кудрявку, Старый Хопёр. Автобусы отправляются от автовокзала (Привокзальная площадь).

### Междугородской транспорт
Автобусное сообщение с городского автовокзала с городами: Саратов, Москва, Воронеж, Волжский, Тамбов, Белгород.
Через город проходит федеральная автомобильная дорога Р22 «Каспий» Москва — Тамбов — Борисоглебск — Саратов.

### Железнодорожный транспорт
Балашовский железнодорожный узел (направления на Тамбов-Мичуринск-Москву, на Ртищево-Пензу, на Поворино-Лиски-Харьков, на Петров Вал-Камышин) включает три железнодорожные станции: Балашов-1, Балашов-2, Балашов-Пассажирский, а также пост 463 км. Станция Балашов построена была обществом Рязано-Уральской железной дороги при строительстве линии Тамбов—Камышин (1894). Затем, в 1953 году станция отошла к Юго-Восточной железной дороге.
В городе имеется грузовая железнодорожная станция Балашов-2 для промышленных целей.

### Воздушный транспорт
В 1980-х годах на аэродром Балашов выполнялись рейсы местных воздушных линий на самолётах Л-410 из аэропорта Саратова; они были прекращены в 1992 году.
В городе нет аэропорта.
Планируется построить вертолётодром на южной окраине города.

## Образование
Список высших учебных заведений
- Балашовский институт СГУ им. Чернышевского (ранее Балашовский педагогический институт)
- Балашовское лётное училище (существует с 1930 года, в 2002 году преобразовано в Балашовский учебный авиационный центр (УАЦ) — 4 авиационный факультет Краснодарского военного авиационного института).

Список средних учебных заведений
- Балашовский политехнический лицей (образован путём присоединения профессионального училища №15 к политехническому лицею №47[49])
- Балашовский техникум механизации сельского хозяйства
- Балашовский медицинский колледж
- Балашовский филиал Саратовского областного колледжа искусств.

Список школ города
- Гимназия имени Героя Советского Союза Ю. А Гарнаева
- Гимназия № 1
- Лицей
- Средняя общеобразовательная школа № 3
- Средняя общеобразовательная школа № 5
- Средняя общеобразовательная школа № 6
- Средняя общеобразовательная школа № 7
- Средняя общеобразовательная школа № 9
- Средняя общеобразовательная школа № 12
- Средняя общеобразовательная школа № 15
- Средняя общеобразовательная школа № 16
- Средняя общеобразовательная школа № 17
- ГБОУ СО № 11

Список дошкольных образовательных учреждений
Космос, Ивушка, Дубравушка, Рябинка, Ландыш, Челночок, Золотой ключик, Дюймовочка, Зёрнышко, Пчёлка, Лучик, Росинка, Ласточка, Звёздочка, Одуванчик, Черёмушки, Ёлочка, Снежинка, Юбилейный.
Список учреждений дополнительного образования
- Центр детского творчества «Созвездие»
- Многопрофильный образовательный центр «Крылья»
- ГУДО ДШИ № 1
- ГУДО ДШИ № 2
- Детская художественная школа имени Бочкова
- ДШИ при филиале СОКИ

## Здравоохранение
Медицинские лечебные учреждения здравоохранения:
- Балашовская районная больница
  - Корпус № 1: хирургическое отделение плановой и экстренной хирургии, травматологическое, нейрохирургическое, гнойное хирургическое, урологическое отделения и отделение реанимации.
  - Корпус № 2: отделение для сестринского ухода.
  - Корпус № 3: пульмонологическое, оториноларингологическое отделения.
  - Корпус № 4: кардиологическое, неврологическое, терапевтическое отделения.
  - Корпус № 5: инфекционное отделение для детей и взрослых.
  - Центральная районная поликлиника
  - Поликлиника № 1
  - Поликлиника № 2
  - Поликлиника № 3
  - Хозрасчётная поликлиника
- Балашовская станция скорой медицинской помощи
- Балашовский наркологический диспансер
- Балашовский туберкулёзный диспансер
- Балашовский кожно-венерологический диспансер
- Балашовский психиатрический диспансер
- Балашовский онкологический диспансер
- Городская детская поликлиника № 1
- Городская детская поликлиника № 2
- Городская детская больница
- Городская больница
- Железнодорожная поликлиника
- Лечебно-оздоровительный центр «Современная медицина»
- Стоматологическая поликлиника
- Родильный дом
- Поликлиника «Доктор Гален»
- Клиника доктора Парамонова
- Медицинский Di центр
- Детская стоматологическая поликлиника
- Стоматологическая поликлиника «Denta-c»

## Культура

### Музеи

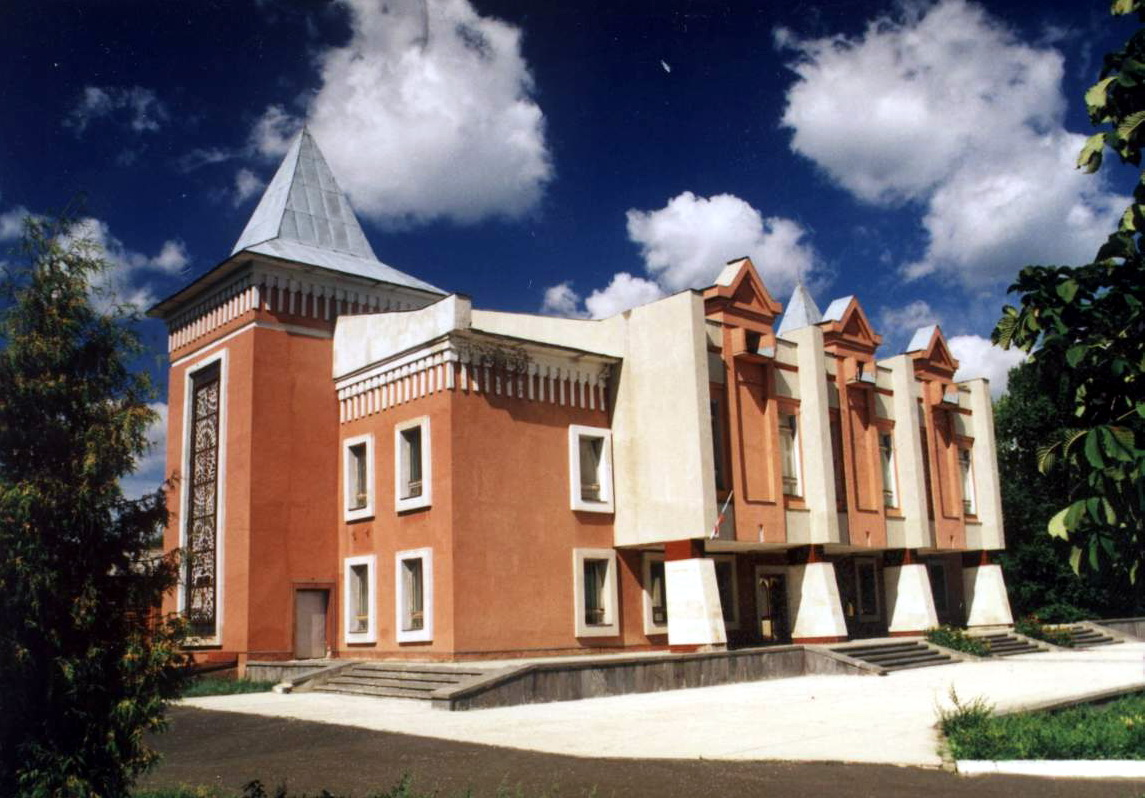
Балашовский краеведческий музей

- Балашовский краеведческий музей
- Музей купца Дьякова

### Дворцы культуры
- Балашовский районный Дом Культуры
- Центр культуры БМР

ДК «Текстильщик» в настоящее время не функционирует.

### Кинотеатры

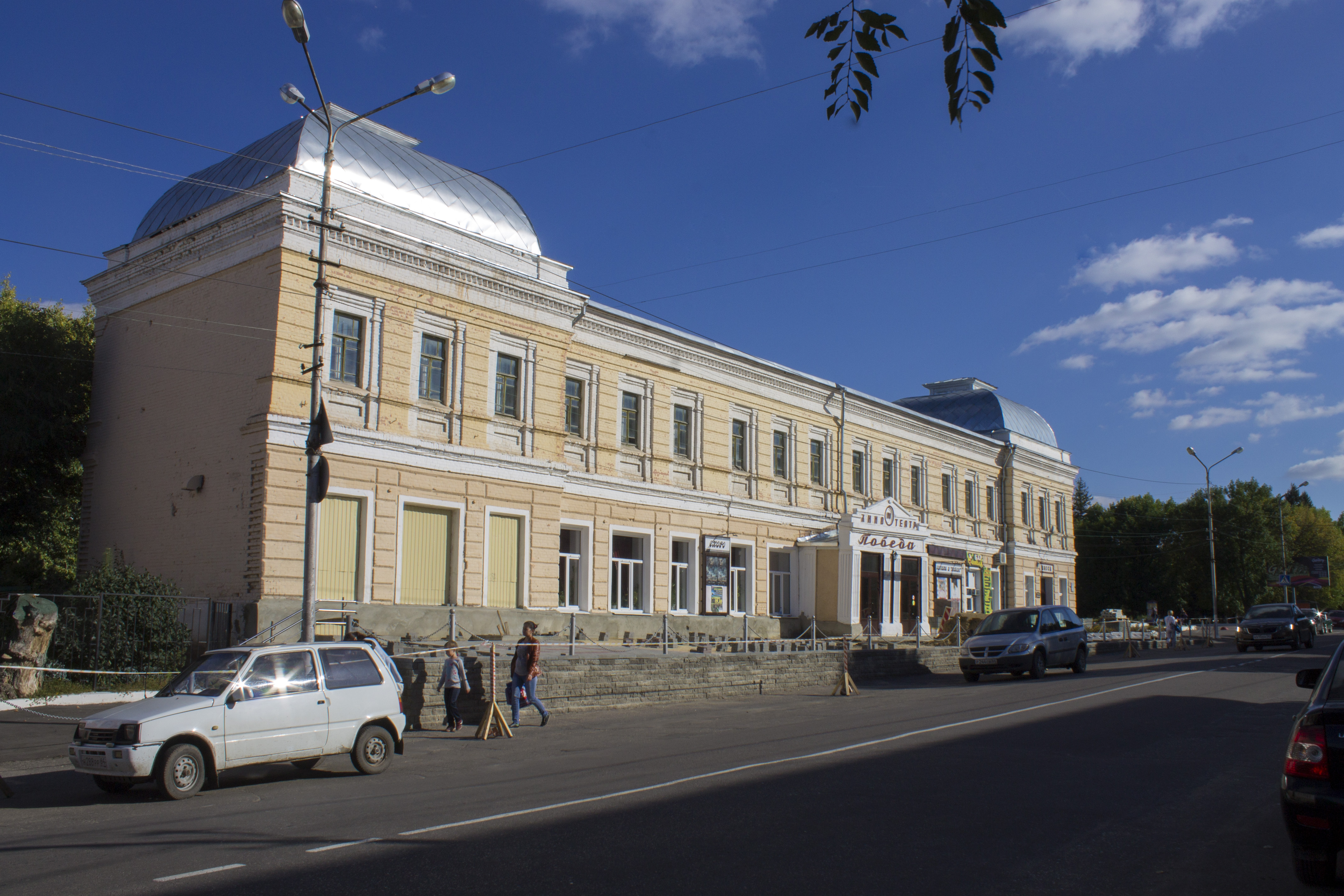
Кинотеатр «Победа»

- «Победа» (улица Ленина, 5) — старинное здание постройки XIX века (построено в 1906 году), которое причислено к городским памятникам. Открыт в 1950 году.
- «Люмен-фильм» (улица Энтуазистов, 1, ТЦ «Балашовский Пассаж») — открыт в декабре 2017 года. Действуют 3 кинозала.
- «Спартак» (улица 30 лет Победы, 115) — открыт 1 мая 1958 года. В настоящее время не функционирует как кинотеатр.

Ранее действовали кинотеатры «Родина» (улица Спортивная) и «Мир» (улица Симбирская), ныне полностью разрушенные. В октябре 1962 года при кинотеатре «Спартак» открылся и начал работу детский кинотеатр «Маяк».

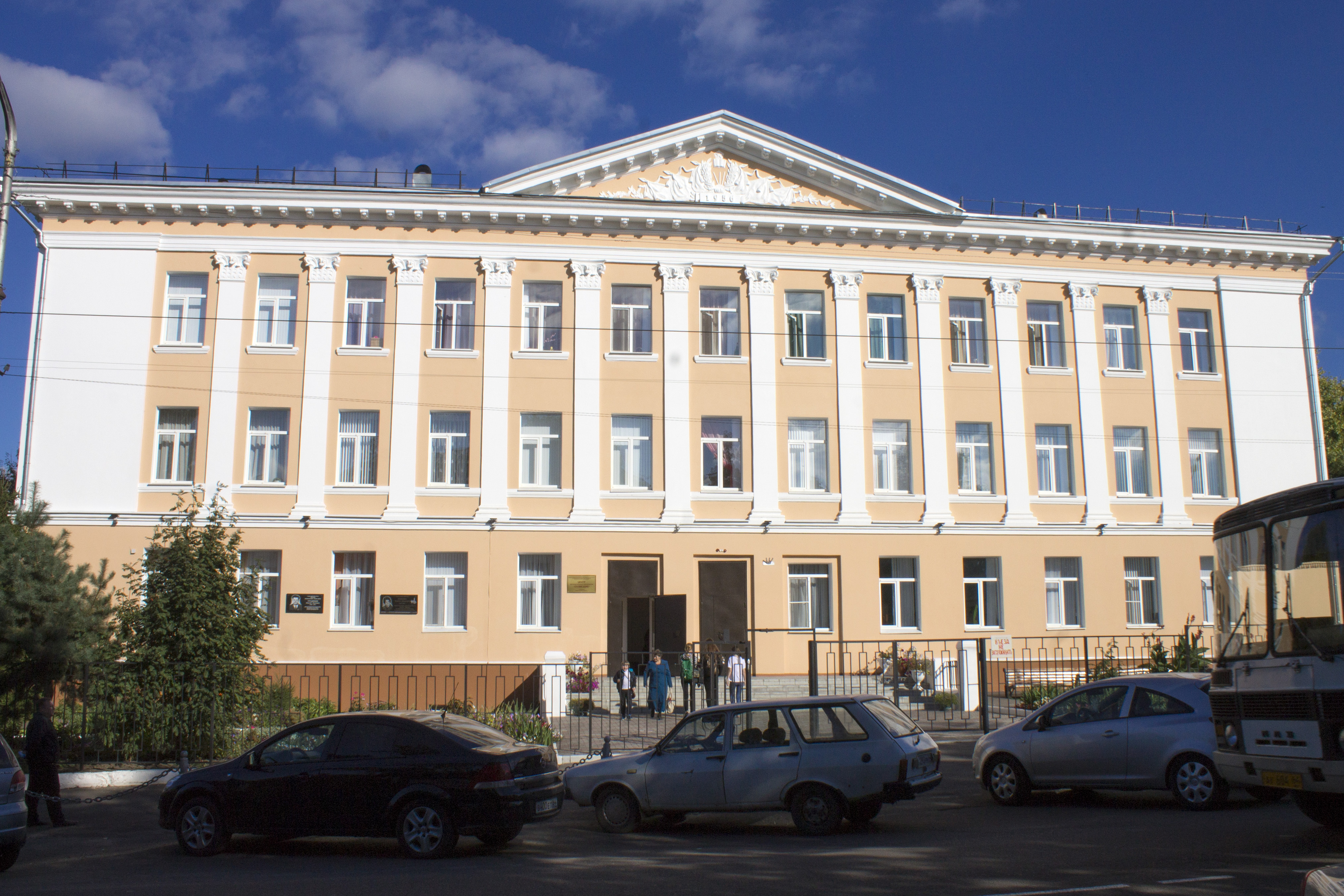
Центр дополнительного образования детей «Созвездие»

### Школы искусств
- Детская школа искусств № 1
- Детская школа искусств № 2
- Детская художественная школа имени Бочкова
- Детская школа искусств при филиале СОКИ

### Библиотеки
- Центральная городская библиотека
- Центральная детская библиотека
- Филиал № 1
- Филиал № 2
- Филиал № 3
- Филиал № 4
- Филиал № 5

### Парки, скверы, аллеи
- Парк имени Куйбышева (открыт в 1929 году). 1 апреля 1935 года городскому парку было присвоено имя Валериана Владимировича Куйбышева — видного деятеля Компартии и Советского государства;
- Аллея Памяти Героев ВОВ (открыт в 2015 году);
- Театральный парк (открыт 31 августа 2017 года). Название парка связано с Балашовским Драматическим театром (БДТ);
- Аллея памяти Героев Советского Союза (открыт в 2015 году);
- Аллея памяти (открыт в 1983 году);
- Аллея одарённых детей.

### Театр
Балашовский драматический театр ранее размещался в городе в отдельном здании (бывший «Народный дом»), являвшийся памятником XIX в. В 90-х годах в Балашове планировалось построить новое здание драматического театра, так как старое нуждалось в капитальном ремонте. Было принято решение о сносе, однако, новое здание из-за отсутствия финансирования не было построено. До 2017 года Балашовский драматический театр располагался в небольшом помещении жилого дома по улице Ленина, 51.
23 августа 2016 года Губернатор Саратовской области Валерий Радаев заявил, что принято решение о строительстве в Балашове Драматического театра в Театральном парке (бывший Городской сад). В октябре рабочие приступили к работе и разобрались внутри будущего театра. По плану театр сдан к концу 2017 года, парковая зона в 2018 году. В том же году театр отметил 100-летний юбилей.

### Заслуженные коллективы народного творчества
- ансамбль песни и танца «Зоренька»;
- вокально-хореографический ансамбль «Туесок»;
- вокальный народный ансамбль «Любава»;
- казачий ансамбль «Хопёрская вольница»;
- народный ансамбль «Берёзовские напевы»;
- клуб авторской песни «Привал»;
- Оркестр народных инструментов Детской Школы Искусств № 2.
- Ансамбль «Саратовские гармошки» д/к «Текстильщик»
- Фольклорный народный ансамбль «Млада»

## Религия
В Балашове расположен центр Балашовской епархии Русской православной церкви.
В городе действует несколько религиозных общин, большинство из которых являются христианскими. Самая крупная — православная. Православные приходы и храмы находятся в подчинении Балашовского благочиния Балашовской епархии Русской православной церкви.
Храмы города
- Кафедральный собор в честь Архистратига Михаила;
- Часовня в честь Покрова Пресвятой Богородицы при ЦРБ;
- Храм в честь иконы Божией Матери «Всех скорбящих Радость»;
- Покровский женский монастырь;
- Храм во имя Святителя Николая Чудотворца на территории ЛИУ-3;
- Храм в честь апостола и евангелиста Иоанна Богослова (территория бывшего ШМАСа);
- Храм в честь иконы Божией Матери «Взыскание погибших»;
- Домовый храм при Епархиальном управлении в честь иконы Божией Матери «Утоли моя печали»;
- Храм в честь Воздвижения Честного и Животворяшего Креста Господня.

## Спорт
Есть спортивная традиция: самбо, греко-римская борьба, сумо, спортивная гимнастика, художественная гимнастика, бокс, каратэ, лёгкая атлетика, футбол, хоккей, лыжные гонки, волейбол, баскетбол, настольный теннис, армспорт и шахматы. Здесь живёт и работает Екатерина Кейб, чемпионка мира и Европы по сумо.
Планируется построить ледовый дворец и дворец водных видов спорта.
В городе функционирует физкультурно-оздоровительный центр «Урожай».

### Клубы
- Футбольный клуб «Хопёр»
- Мини-футбольный клуб «Балашов»
- Хоккейный клуб «Олимп»
- Баскетбольный клуб «ВВС»

### Стадионы

Стадион «Олимп»

- «Олимп» (ул. Софинского, 16а, микрорайон Автовокзала)
- «Торпедо» (ул. Авиаторов, 10, Военный городок)
- «Заря» (ул. Титова, 24б, Рабочий городок)
- «Авиатор» (БВВАУЛ, Военный городок)

### Крытые спортивные сооружения

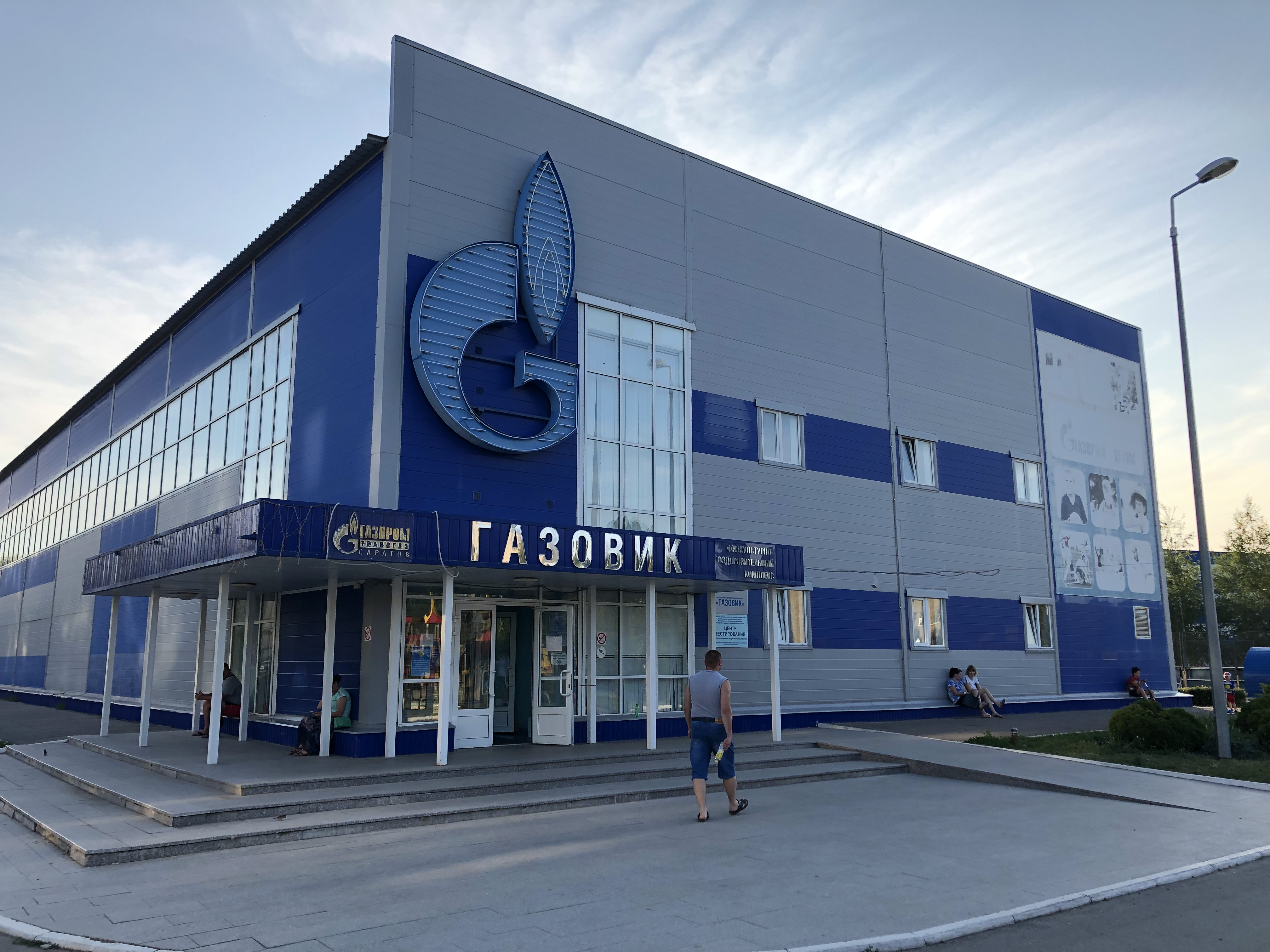
ФОК «Газовик»

- ФОК «Газовик» (ул. Строителей, 4, микрорайон «КПТ»)
- СК «Заря» (ул. Титова, 24б, Рабочий городок)
- Бассейн «Университетский» (ул. Строителей, 4а, микрорайон «КПТ»)

### Спортивные школы
- МОУ ДОД «ДЮСШ БМР» (улица Рабочая, 39б, микрорайон «Центр»)
- ДЮСАШ «Реабилитация и Физкультура» (микрорайон «КПТ»)

### Детские футбольные школы
- «Юниор» (основана 20 декабря 2017 года)
- «Спарта 64» (основана 16 февраля 2019 года)

## Средства массовой информации

### Газеты
- «Балашовская правда»
- «Город»
- «Весь Балашов»

До 2007 года издавалась детская газета «Афоня и Ко»

### Телевидение
| Канал ТВК | Частота МГц | Название           | Место установки передатчика |
| --------- | ----------- | ------------------ | --------------------------- |
| 25        | 506         | Первый мультиплекс | РТПС «Пинеровка»            |
| 52        | 722         | Второй мультиплекс | РТПС «Пинеровка»            |

## Архитектура и достопримечательности

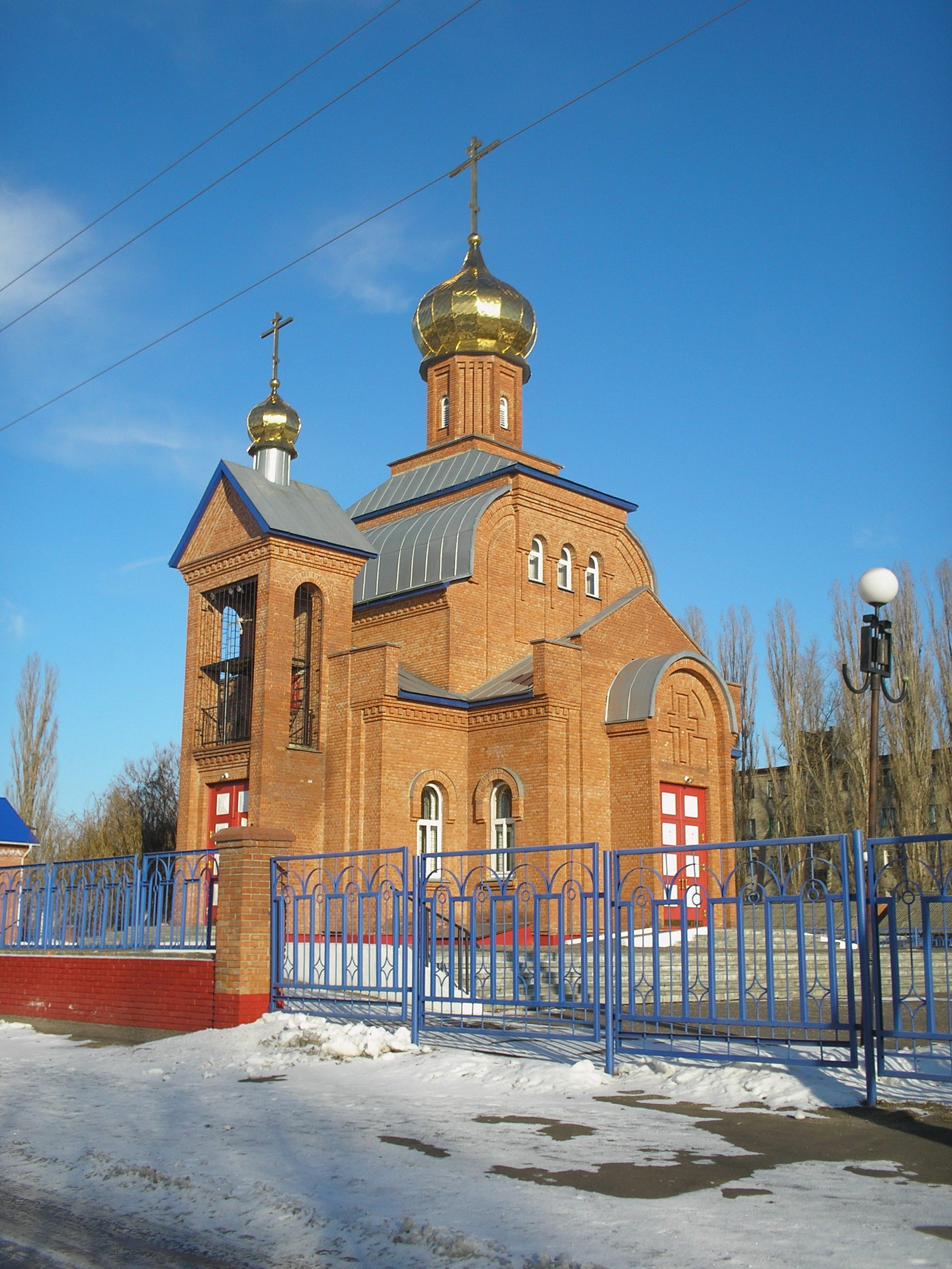
Церковь в честь иконы Божьей Матери «Всех скорбящих Радость»

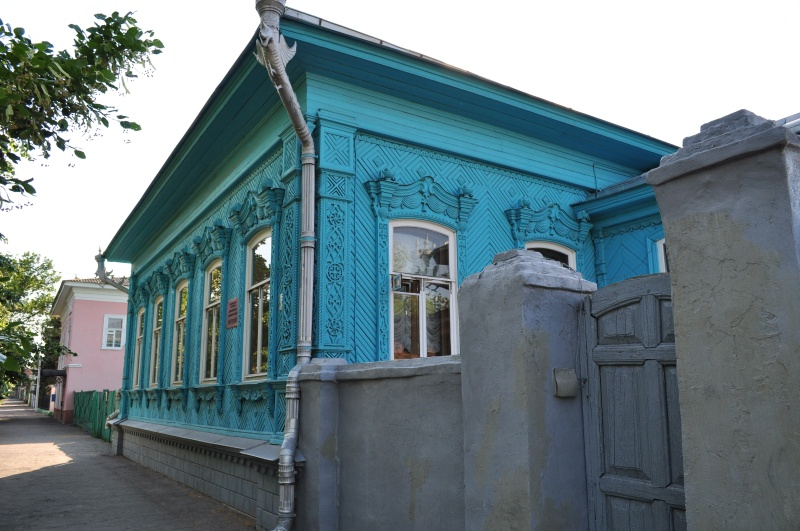
Особняк Дьякова

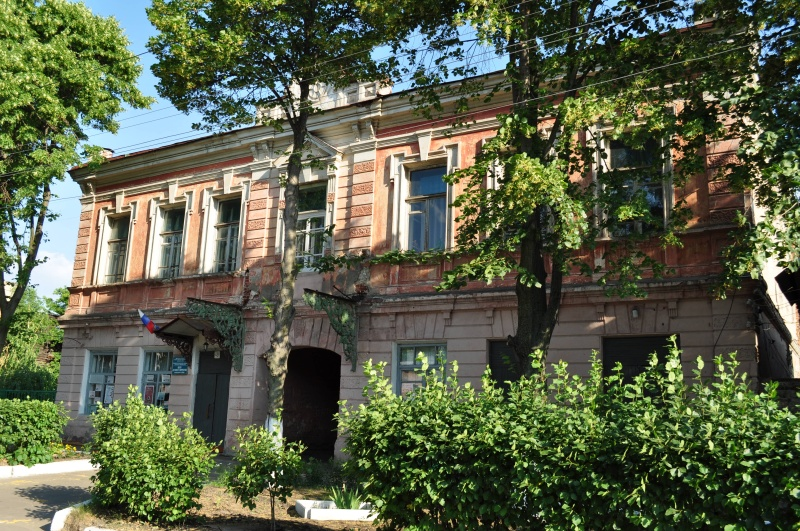
Дом купца Семёнова

Из сохранившихся зданий можно отметить:
- Дом купца Василия Фёдоровича Семёнова (ныне Дом пионеров, улица Володарского, 49)
- Дом купца Дениса Какирбашева, построенный в 1827 году (улица Советская, 180)
- Дом купца Назарова (улица Советская, 158)
- Дом купца Михаила Григорьевича Лежнёва (ныне детский сад «Дюймовочка», улица Советская, 182)
- Дом купца Леонида Григорьевича Огурцова
- Дом купца Авдеева, построенный в конце XIX века (улица Володарского 33 и 35)
- Усадьба купца Чиркина (ныне редакция газеты «Балашовская правда», улица Советская, 176)
- Особняк купца Лежнёва (ныне клиника доктора Парамонова, улица Ленина, 6)
- Особняк купца Давыдова (улица Пугачёвская, 338)
- Особняк купцов Камских (улица Карла Маркса, 20 / Рабочая, 55)
- Особняк, построенный зерноторговцем и скотопромышленником Евгением Михайловичем Дьяковым в 1903 году (улица Советская, 174). Бревенчатый дом стоит на высоком кирпичном цоколе. Стены дома обшиты тёсом в «ёлочку». Большие окна с арочными завершениями украшены резьбой в виде ниспадающих занавесей с кистями. Водосточные трубы выполнены в виде крылатых драконов, увенчанных коронами. В интерьере наиболее ценными являются изразцовые каменные печи. В доме сохранились наборный паркет, обойное и штофное покрытие стен, лепные украшения потолков.
- Здание земской управы, построенное в 1910 году (ныне администрация Балашовского муниципального района, улица Советская, 178)
- Здание городской управы, построенное в 19 веке (улица Карла Маркса, 5 / Советская, 157)
- Здание полицейской управы, построенное в середине 19 века (улица Советская, 148)
- Здание сельской управы, построенное в середине 19 века (ныне Главпочтамт, Советская, 164)
- Здание почтовой конторы, построенное в 1908 году купцом 1-й гильдии Захарием Ивановичем Смирновым (ныне Главпочтамт, Советская, 164)
- Здание реального училища, построенное в 1902 году (ныне православный центр Балашовской епархии, улица Советская, 166)
- Кафедральный собор в честь Архистратига Михаила (улица Советская, 126). Дата постройки деревянной Михаило-Архангельской церкви в городе Балашове в точности неизвестна. В 1842 году она была поправлена, а в 1887 году — полностью перестроена тщанием балашовского купца Ивана Петровича Бородулина. В штате причта состояли священник, диакон и псаломщик. Престолы: во имя святого Архангела Михаила, в приделе — в честь Покрова Божией Матери.
- Дом настоятельницы Покровского монастыря, основанный в 1884 году (ныне церковь Спаса Преображения, улица Карла Маркса, 95а)
- Гостиница «Метрополь» купца Василия Фёдоровича Семёнова, которая построена в 1904 году (ныне Балашовская еперхия, улица Советская, 168), в которой в 1918 году находились уездный комитет Совета рабоче-крестьянских депутатов и штаб по формированию Красной Гвардии. Здесь в разные годы бывали М. И. Калинин и Н. И. Подвойский.
- Магазин Лежнёва (улица Ленина, 6а)
- Дом-магазин купца Богатырёва (ныне кинотеатр «Победа», улица Ленина, 5)
- Дом городской головы, построенный во второй половине 19 века (улица Пугачёвская, 340)
- Краеведческий музей создан в апреле 1932 года, основное здание построено 19 ноября 1990 года, ставшее визитной карточкой города Балашова (парк имени Куйбышева).
- Школа-интернат открыт 1 сентября 1959 года, до этого располагался дом политпросвещения обкома партии (улица Ленина, 3).

В городе имеется семь храмов, одна часовня. Также в исправительной колонии храм Святого Николая и четыре молельных комнаты — в тюрьме и Доме-интернате для престарелых и инвалидов, в женской консультации, в кардиологическом отделении.
Планируется возводить Свято-Троицкий собор, взорванный в апреле 1936 года. Каменный храм построен в 1820 году. В 1879 году тщанием прихожан и попечением Балашовского купца Василия Петровича Туркина на том же месте возведён пятипрестольный собор. Престолы: в честь святой Троицы, во имя святого Николая Чудотворца, во имя святой великомученицы Екатерины, во имя святого Архистратига Михаила, во имя святого Митрофания Воронежского Чудотворца.
2 октября 2013 года возрождается Покровский женский монастырь, который основан в 1862 году, а закрыт в 1920 году.
От пешеходного моста до перекрёстка между улицами Карла Маркса и Володарского имеется Балашовский Арбат, появившийся в 1998 году, благодаря стараниям главы администрации Балашовского муниципального образования Олега Коргунова.
Старый пешеходный мост через Хопёр был возведен в 1912 году, а спустя семнадцать лет был практически полностью переделан и стал железобетонным. В настоящее время мост находится в аварийном состоянии. Требует капитального ремонта или сноса.

### Памятники
- Памятник В. И. Ленину — открыт 1 мая 1935 года, в парке имени Куйбышева.
- Памятник В. И. Ленину, на Привокзальной площади.
- Памятник И. В. Сталину — установили у бывшего городского казначейства (ныне краеведческий музей) 22 сентября 1953 года, а в ноябре 1961 года демонтировали в связи с развенчанием культа личности Сталина.
- Бюст Героя Советского Союза Николая Александровича Белозерцова — открыт 8 мая 1986 года.
- Памятник основателям города — открыт 14 декабря 2019 года, на набережной Хопра.

## Благоустройство
Балашов занял второе место среди городов с населением до ста тысяч во Всероссийском конкурсе на звание «Самый благоустроенный город России» за 1998 год, первое место за 2001 год. Награждён дипломами 1 и 2 степени Правительства РФ.

## Городская планировка
Жилая застройка и промышленное производство расположены, в основном, в левобережной части Балашова. В правобережной части города расположены микрорайон Захопёрье и лесной массив.
27 мая 2018 года Балашов победил во всероссийском конкурсе лучших проектов создания комфортной городской среды в малых городах и исторических поселениях в категории «Малые города с численностью населения от 50 тысяч человек до 100 тысяч человек». В состав проекта было включено укрепление берега Хопра, благоустройство набережной, обследование существующего перехода через реку для определения дальнейшей реконструкции моста.

## Органы власти города

### Российская империя
История Балашовской городской управы
Двухэтажный дом № 5 по улице Карла Маркса был построен в 1878 году и принадлежал зерноторговцу И. Е. Воронину. Хозяин сдавал здание в аренду: на первом этаже располагались музыкальный магазин, булочная, кондитерская, механические мастерские, парикмахерская. Второй этаж занимала городская управа — исполнительный орган местного городского самоуправления. Распорядительным органом была городская дума. Балашовская городская управа была учреждена в 1796 году. Балашовская городская управа была упразднена по постановлению IV Балашовского уездного съезда Советов рабочих, крестьянских и красноармейских депутатов от 23—25 февраля 1918 года.
Список городских голов
- Просандеев Григорий — городской голова (1811—1816);
- Атаманенко Мардарий — городской голова (1816—1824);
- Туркин Василий Петрович — городской голова (1875—1893; 1898);
- Камский Дмитрий Павлович — городской голова (1895—1898);
- Никулин Я. Н. — городской голова (1899—1900);
- Безбородов Яков Алексеевич — городской голова (1900—1904);
- Дьяков Аркадий Павлович — городской голова (1910—1917).

### СССР
Секретари горкома ВКП(б)
- Каучуковский Григорий Данилович (1898—10.02.1938) — секретарь горкома ВКП(б) (1928—1929);
- Бородаевский Валентин Евгеньевич (1895—???) — секретарь горкома ВКП(б) (1929—1930)

Первые секретари горкома КПСС
- Праздников Александр Павлович — первый секретарь горкома КПСС (1954—1959);
- Ефремов Дмитрий Никитич (1920—1997) — первый секретарь горкома КПСС (1959—1985);
- Жижин Валерий Васильевич (…—1988) — первый секретарь горкома КПСС (1985—1988);
- Михайлов Вячеслав Фёдорович (1939—2015) — первый секретарь горкома КПСС (1988—1991).

Председатели Балашовского горисполкома
- Кочанов Виктор Иванович (8.02.1918—1987) — председатель горисполкома (1957—1962);
- Мещеряков Василий Васильевич (27.01.1930—11.04.2016) — председатель горисполкома (1975—1990).

### Российская Федерация
В соответствии с уставом города Балашова, принятым в 2005 году, представительным органом местного самоуправления является городской Совет, состоящий из избираемых на 5 лет 20 депутатов. Высшим должностным лицом является глава Балашова, также избираемый из числа депутатов Совета сроком на срок полномочий Совета соответствующего созыва. Структура городской администрации утверждается городским Советом по представлению главы Балашова.
Список глав города
- Маркашов Валерий Степанович — глава города (2005—2006);
- Лысенко Сергей Викторович — глава города (2006—2008);
- Кудряшов Александр Владимирович — глава города (2008—2013);
- Якубович Владимир Иванович — глава города (13.09.2013 — 31.01.2023);
- Чередникова Елена Аркадьевна — и.о главы города (01.02.2023 — 21. 09.2023);
- Виненков Михаил Александрович (22.09.2023 — наст.время).

Список глав администрации города
- Рандис Альгис Симонасович — глава администрации города (2007—2009);
- Талалайкин Игорь Валерьевич — глава администрации города (19.11.2009—23.05.2012);
- Шатковский Юрий Вячеславович — глава администрации города (26.06.2012—26.07.2012);
- Колесников Сергей Петрович — глава администрации города (2.08.2012—4.08.2014);
- Александров Сергей Юрьевич — глава администрации города (4.08.2014 — 10.10.2018).

Должность ликвидирована и часть полномочий передана главе Балашовского района.

## Символы города и официальная дата
Герб Балашова представляет собой щит жёлтого цвета, разделённый на 2 части. В вольной части — герб Саратовской области (в лазоревом поле — три положенные в вилообразный крест и сообращённые — повернутые мордами друг к другу — серебряные стерляди). В нижней части — эмблема города Балашова (в золотом поле — два зелёных арбуза, связанных во главе стеблями, на каждом из которых три листа — означающие изобилие сего города таковыми плодами). Щит увенчан муниципальной короной достоинства установленного образца. Муниципальная корона установленного образца для городского поселения, являющегося административным центром муниципального района — золотая башенная о трёх видимых зубцах, дополненная золотым же обручем, имеющим бортики в виде витого шнура.
Флаг Балашова представляет собой жёлтое полотнище, ширина и длина которого соотносятся как 2:3; в центре которого — изображение главной эмблемы городского герба: двух арбузов, стебли которых вверху связаны; на каждом из стеблей — по три листа. Прорисовка эмблемы выполнена разными оттенками зелёного цвета.
День города отмечается четвёртое воскресенье сентября.

## Балашов вфилателии

Сновальный цех Балашовского комбината плащевых тканей имени 50-летия СССР на почтовой марке СССР, посвящённой 59-й годовщине Октябрьской революции, 1976,

15 апреля 1876 года открылась Балашовская уездная земская почта. Корреспонденция отправлялась из Балашова в северную и южную части уезда раз в неделю, а с 1879 года — два раза в неделю. Для оплаты доставки частных писем в 1876 и 1880 годах были выпущены земские почтовые марки номиналом в 4 копейки. Они печатались в одной из частных типографий Саратова. На марках изображён уездный герб. Они гасились чернилами (перечёркиванием). Были отменены в 1882 году.

В октябре 1976 года к 59-й годовщине Октябрьской революции почта СССР выпустила серию из трёх марок  (ЦФА [АО «Марка»] #4639-4641; Yt #4495-4497). На марке  (ЦФА [АО «Марка»] #4640; Yt #4496), посвящённой производству товаров народного потребления, изображён сновальный цех Балашовского комбината плащевых тканей имени 50-летия СССР.

Земские почтовые марки Балашовского уезда
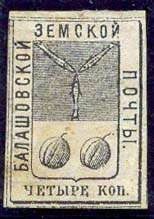
1876 год
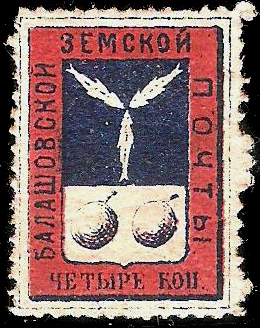
1880 год

## Балашов на почтовых карточках

Балашов на почтовых карточках (1915 год)
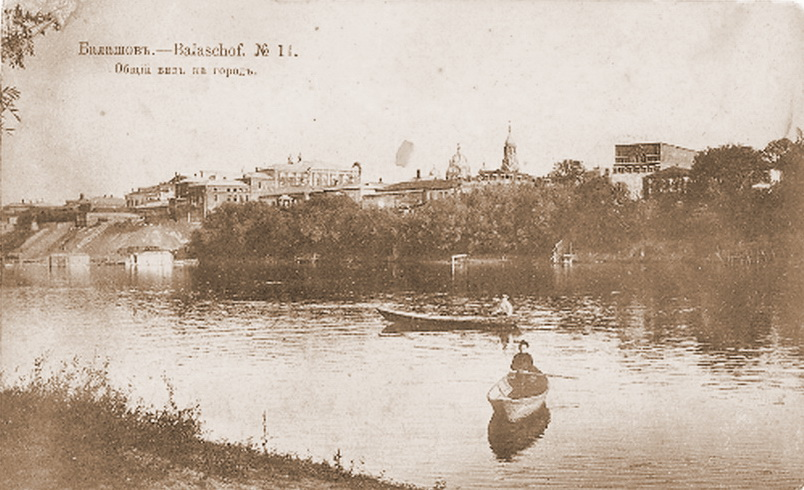
Общий вид на город
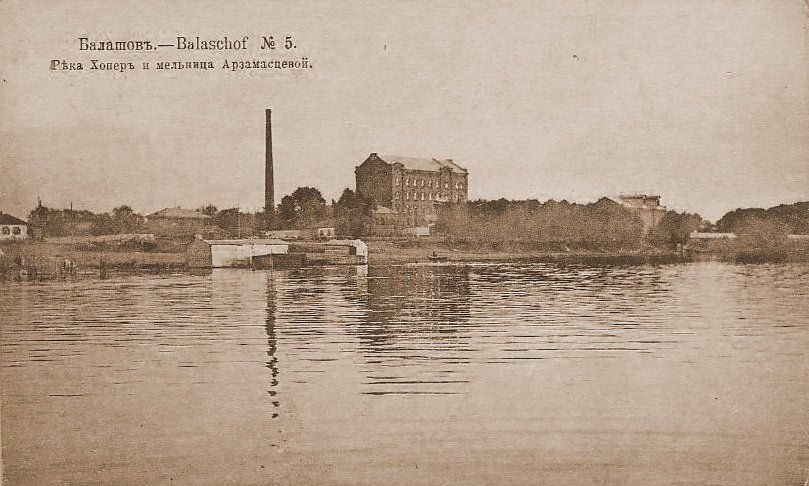
Река Хопёр и мельница Арзамасцевой
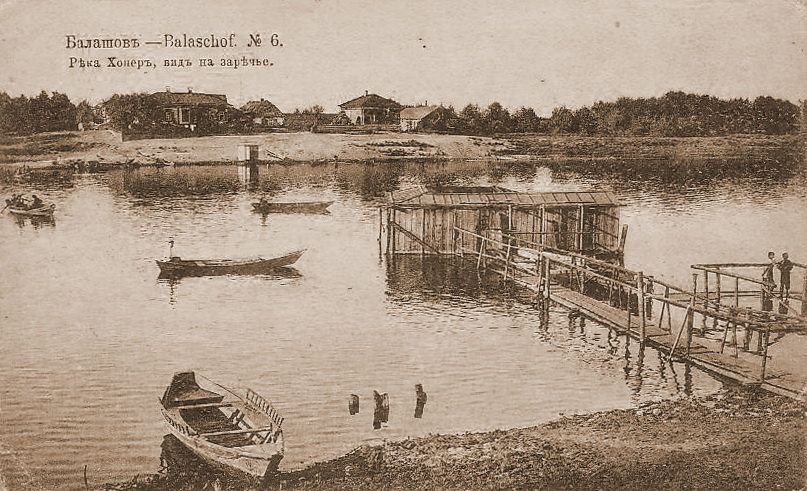
Река Хопёр вид на заречье
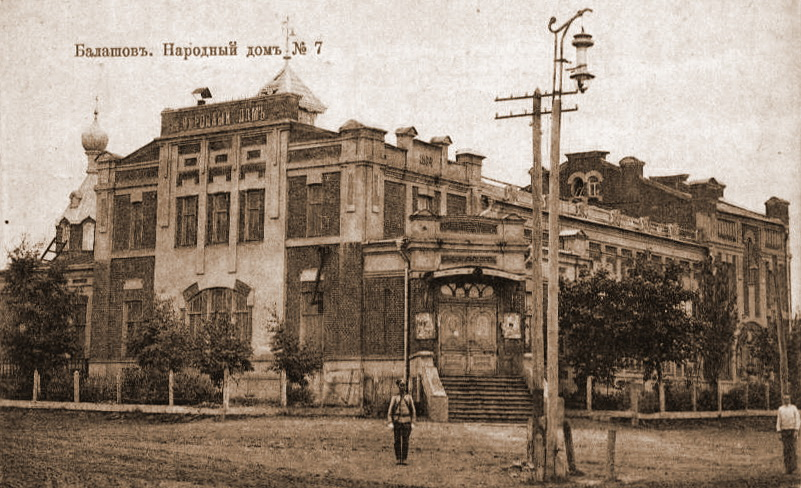
Народный дом
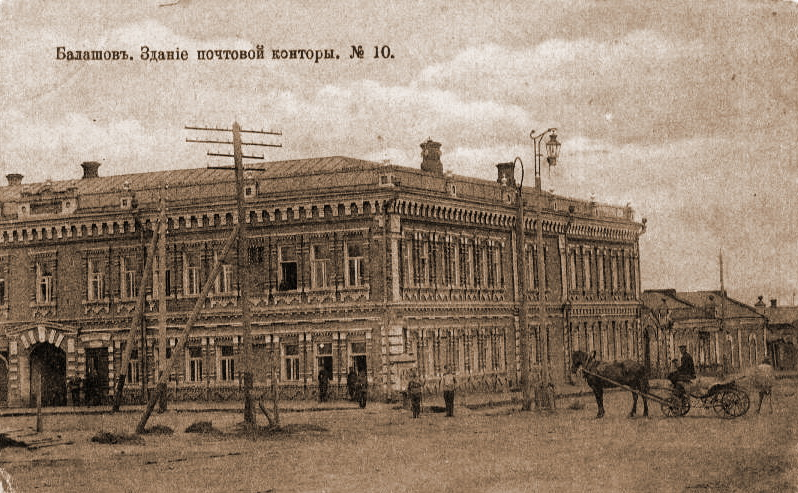
Здание почтовой конторы